# アルゼンチン文学

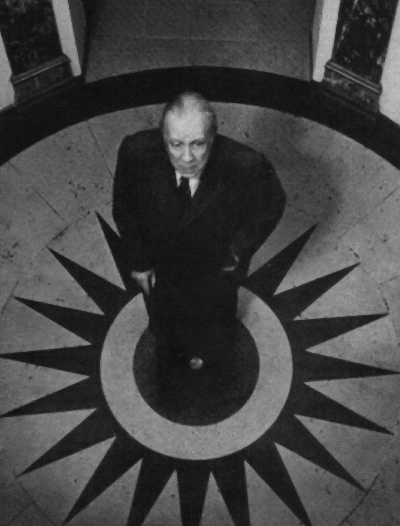
ホルヘ・ルイス・ボルヘス。

アルゼンチン文学（アルゼンチンぶんがく、スペイン語:Literatura de Argentina）では、アルゼンチン共和国の文学について述べる。

## 歴史

### 起源

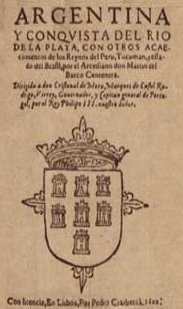
マルティン・デ・バルコ・センテネラ、『アルゼンチンとラ・プラタ河の征服』(1602)。

アルゼンチンで書かれた最も初期の文学作品として、マルティン・デ・バルコ・センテネラによる叙事詩『アルゼンチンとラ・プラタ河の征服』(1602)の名を挙げることができる。現在国名となっているアルゼンチン(Argentina,アルヘンティーナ)の語が初めて用いられたのはこの作品だった。

### 独立時
1810年にブエノスアイレスで五月革命が勃発し、リオ・デ・ラ・プラタ副王領が独立運動に入ると、文学的な模索は急速に進んだ。政治的なものとしては、マリアーノ・モレーノによるルソーの『社会契約論』の翻訳(1810)や、マヌエル・ベルグラーノ将軍によるケネーの導入、ベルナルディーノ・リバダビアによる自由貿易擁護論と新古典主義の擁護があった。詩に於いてもマヌエル・ホセ・デ・ラバルディンの『パラナ河への頌歌』(1810)など新古典主義色が強いものが支配的だった。

### ロマン主義

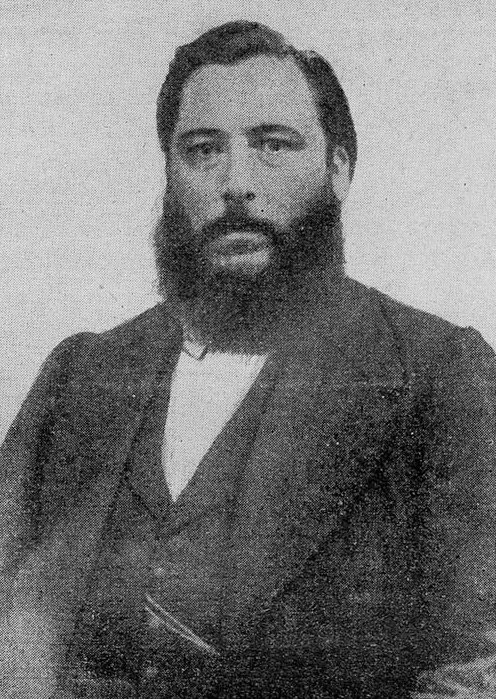
『マルティン・フィエロ』の作者、ホセ・エルナンデス。

その後、アルゼンチンが独立と同時に内戦に突入し、1829年にフアン・マヌエル・デ・ロサスの独裁の下で一定の小康状態に入ると、アルゼンチンの文学者はロサスの独裁との関係の中で創作を行うことになった。

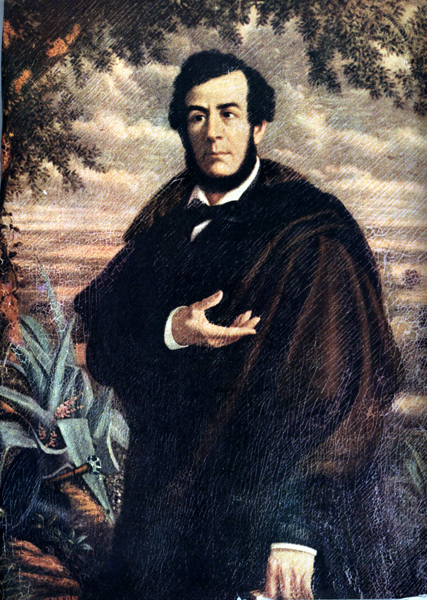
ロマン主義の導入者、エステバン・エチェベリーア。

この時期にロマン主義を導入したのはエステバン・エチェベリーアであり、アルゼンチンはイスパノアメリカで唯一スペインを経由しないでロマン主義を導入した国となった。フランス帰りのエチェベリーアは『エルビア、もしくはエル・プラタの恋人』(1832)や『調べ』(1837)などでアルゼンチンにロマン主義をもたらし、パンパを唱いながら政治的にロサスと敵対した。そのためにウルグアイに亡命することになり、その地でロサスの暴力を文学的に表現した『エル・マタデーロ』（1840）を著している。他に同様のテーマを扱った作品に、ホセ・マルモルの『アマリア』が存在する。
後に大統領となるドミンゴ・ファウスティーノ・サルミエントは、ロサスやロサスを支える地方諸州のカウディーリョ、ガウチョと敵対する立場から、亡命先のチリで『ファクンド』を著した。ラ・リオハ州のカウディーリョ、フアン・ファクンド・キロガの伝記と、ヨーロッパ流の自由主義とロサスやガウチョに象徴される土着を「文明と野蛮」とみなす思考から描かれる独特の作品は、単なる政治コミュニケに留まらず、サルミエントの文学の傑作となった。サルミエントはガウチョへの評価を巡って後の1853年憲法の事実上の起草者であるフアン・バウティスタ・アルベルディとの論争を行ない、アルベルディも後に政治的な小説『昼の光の巡歴、もしくは新世界における真理の旅と冒険』(1871)を著している。
1853年にロサスが失脚し、ロサスを打倒したウルキーサも失脚してミトレやサルミエントといった自由主義者が権力を握り、アルゼンチンの土着との敵対とヨーロッパの文明の導入を急加速させると、サルミエントに反対し、ガウチョを擁護する立場からホセ・エルナンデスは『マルティン・フィエロ』(1872)、『マルティン・フィエロの帰郷』(1879)を著し、アルゼンチンに於けるガウチョ文学の大成者となった。

### モデルニスモ

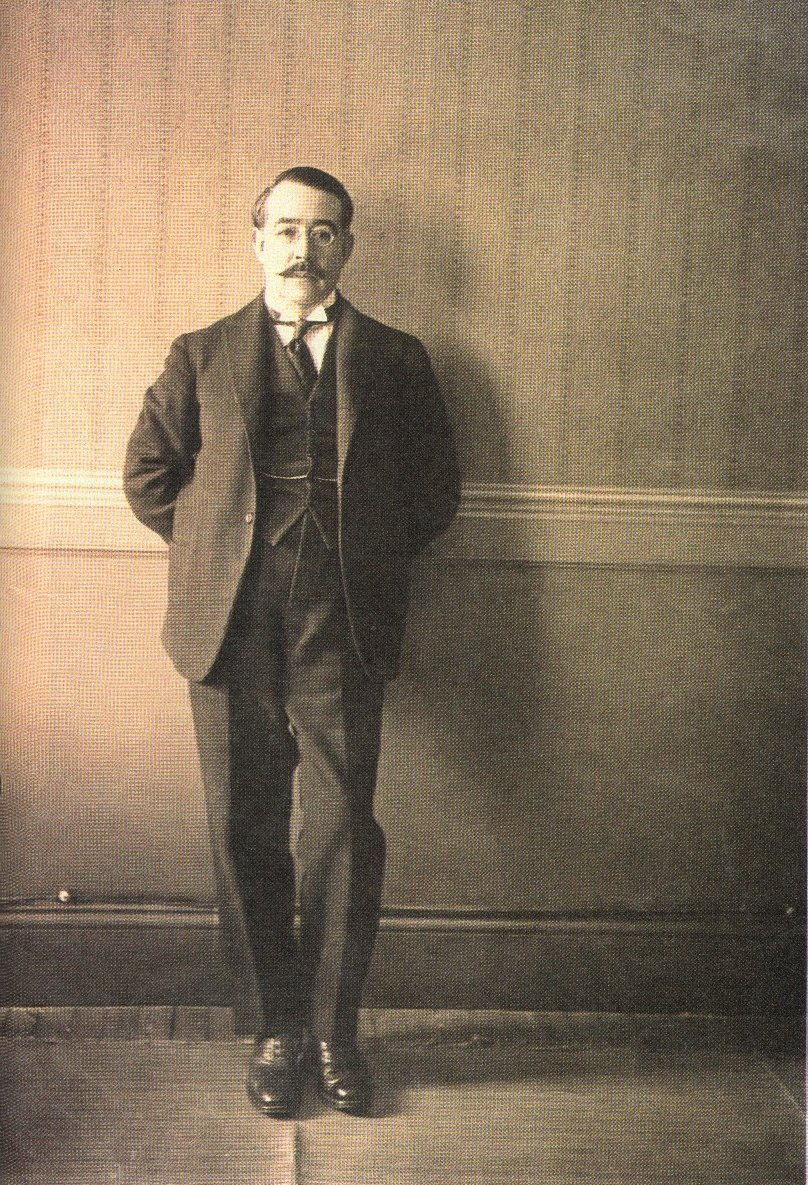
詩人、レオポルド・ルゴネス。

19世紀末にニカラグアのルベン・ダリオがモデルニスモ文学を主導すると、ダリオが1893年から1895年までブエノスアイレスに滞在したこともあり、アルゼンチンはモデルニスモの一つの中心となった。レオポルド・ディアスやボリビア出身のリカルド・ハイメス・フレイレ、そしてレオポルド・ルゴネスなどがダリオを中心に集まった。ダリオの影響を受けた『黄金の山々』(1897)から創作活動を開始したルゴネスは、無政府主義、社会主義、国家社会主義と政治的な立場を変えながらも一貫して象牙の塔を拒んだ大衆の指導者たる詩人であり続けようとした末に、自分の無力さを悟り、自殺した。

### 20世紀

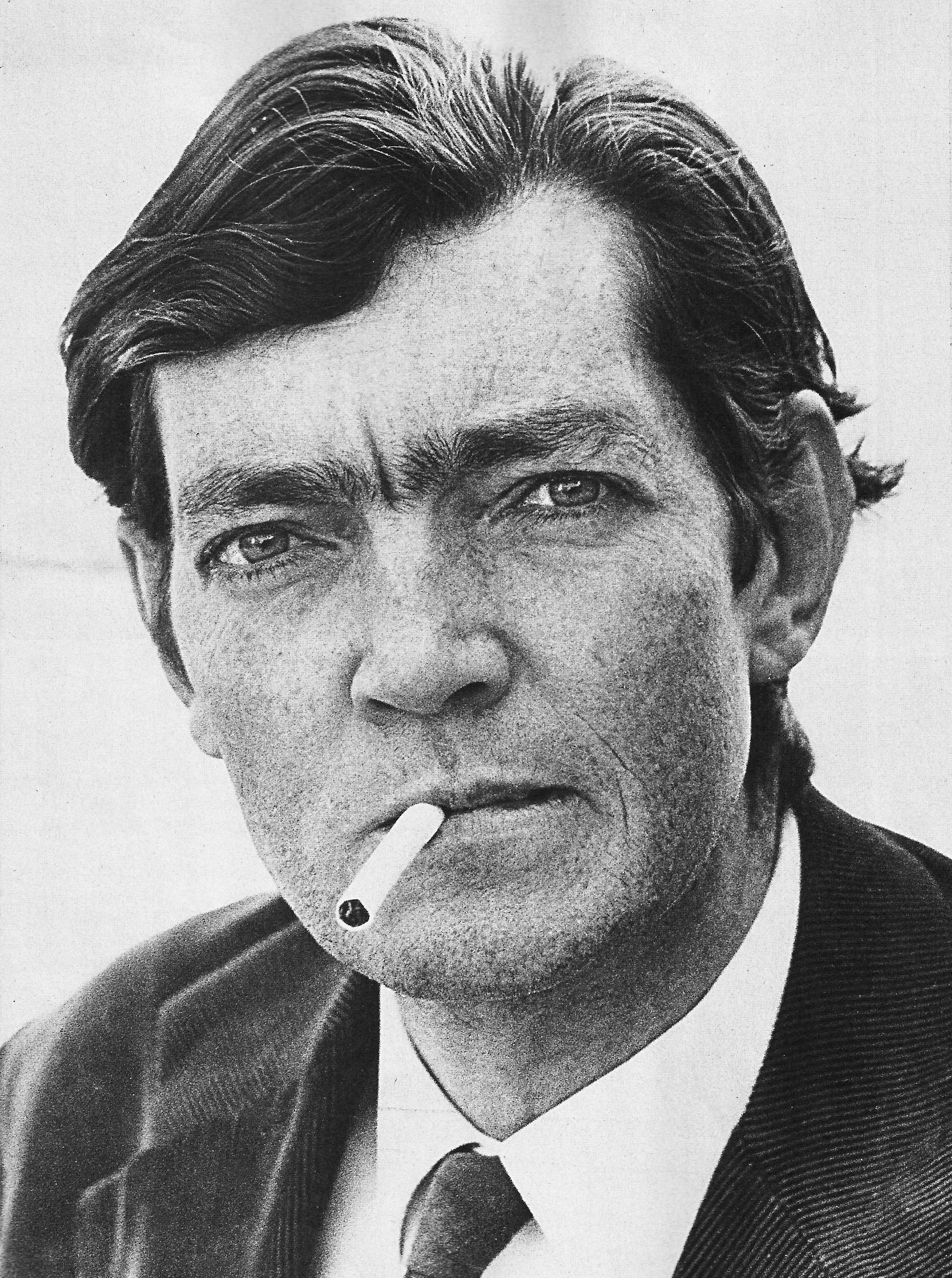
フリオ・コルタサル。

20世紀に入ってからは、小説がジャンルとして拡大し、歴史小説家のロベルト・J・パイロやマヌエル・ガルベスなどが活躍した。1920年代には自然主義的な観点からガウチョ文学が再創造され、ベニト・リンチの『骨広いのイギリス人』(1924)や、ガウチョ小説の傑作となったリカルド・グイラルデスの『ドン・セグンド・ソンブラ』(1926)などが生まれた。
詩に於いてはモデルニスモの旋風の後、後期モデルニスモの1920年代には1924年に創刊された雑誌『マルティン・フィエロ』に寄った前衛詩グループが生まれ、マセドニオ・フェルナンデス、アルトゥーロ・カプデビラ、エセキエル・マヌエル・エストラーダ、リカルド・モリナリ、レオポルド・マレチャルなどがこの派に属したが、中でも最大の人物はホルヘ・ルイス・ボルヘスだった。
ウルトライスモ、主知主義、超唯美主義、形而上的作家など多種多様に呼ばれるボルヘスはアドルフォ・ビオイ・カサレスと共に詩、散文、文芸批評など様々なジャンルを横断しながら活躍し、アルゼンチン的でありながらもコスポモリタンな態度で『ブエノスアイレスの熱狂』(1922)、『永遠の歴史』(1935)、『ドン・イシドロ・パロディ 六つの難事件』(1942)、『伝奇集』(1944)、『ブロディーの報告書』(1970)など多種多様な著作を残した。
20世紀後半のラテンアメリカ文学ブーム前後には、実存主義的な傾向を持ったエドゥアルド・マリェアや、恐怖小説のエルネスト・サバト、1951年にパリに移住し、以降亡命文学を主導したフリオ・コルタサルが活躍した。

## 脚註